# Tipula (Schummelia) hennigiana
Tipula (Schummelia) hennigiana is een tweevleugelige uit de familie langpootmuggen (Tipulidae). De soort komt voor in het Oriëntaals gebied.